# باشگاه فوتبال پانتولیکوس
باشگاه فوتبال پانتولیکوس (یونانی: ΠΑΕ Παναιτωλικός) یک باشگاه فوتبال یونانی می‌باشد که در آگرینیو قرار دارد.
این باشگاه در ۹ مارس ۱۹۲۶ بنیان‌گذاری شده است. پانتولیکوس هم‌اکنون در سوپر لیگ فوتبال یونان حضور دارد.

## بازیکنان برجسته پیشین
- آنجلوس چاریستیس
- جورجوس فوتاکیس
- گریگوریس ماکوس
- وانگلیس موراس
- دیمیتریس پابادوپولوس
- کریستوفر کنت
- آندره گوئریرو روخا
- ماریو بودیمیر
- عمرو ورده
- جوان ویدال
- دیود ادی
- محمدرضا آزادی

## مربیان پیشین
- نیکوس آناسنتوپولوس
- تاکیس لمونیس
- ترایانوس دلاس
- لوسیانو دی سوزا